# Liste der Stolpersteine in Saulheim
Die Liste der Stolpersteine in Saulheim enthält alle Stolpersteine, die im Rahmen des gleichnamigen Kunst-Projekts von Gunter Demnig in Saulheim verlegt wurden. Mit ihnen soll der Opfer des Nationalsozialismus gedacht werden, die in Saulheim lebten und wirkten. Bei bisher einer Verlegung am 25. Juni 2025 wurden insgesamt 18 Stolpersteine verlegt.

## Verlegte Stolpersteine
| Adresse, Lage                        | Verlegedatum  | Name, Inschrift | Bild | Anmerkung                         |
| ------------------------------------ | ------------- | --- | ---- | --------------------------------- |
| Neupforte 3 (Standort)               | 25. Juni 2025 | HIER WOHNTE UND ARBEITETE MELANIE KLEIN JG. 1877 UNFREIWILLIG VERZOGEN 1939 MAINZ TOT 14.6.1939                                  |      | Biographie Geschwister Klein      |
| Neupforte 3 (Standort)               | 25. Juni 2025 | HIER WOHNTE UND ARBEITETE EMMA KLEIN JG. 1882 UNFREIWILLIG VERZOGEN 1939 MAINZ DEPORTIERT 1942 THERESIENSTADT ERMORDET 15.3.1943 |      | Biographie Geschwister Klein      |
| Auf dem Römer 5–7 (Standort)         | 25. Juni 2025 | HIER WOHNTE UND ARBEITETE JULIUS VOGEL JG. 1876 DEPORTIERT 1942 THERESIENSTADT 1942 TREBLINKA ERMORDET 1942                      |      | Biographie Familie Julius Vogel   |
| Auf dem Römer 5–7 (Standort)         | 25. Juni 2025 | HIER WOHNTE RECHA VOGEL GEB. MAYER JG. 1884 DEPORTIERT 1942 THERESIENSTADT 1942 TREBLINKA ERMORDET 1942                          |      | Biographie Familie Julius Vogel   |
| Auf dem Römer 5–7 (Standort)         | 25. Juni 2025 | HIER WOHNTE PAULA VOGEL JG. 1881 DEPORTIERT 1942 RICHTUNG OSTEN ERMORDET                                                         |      | Biographie Familie Julius Vogel   |
| Ostergasse 28 (Standort)             | 25. Juni 2025 | HIER WOHNTE ADELE SCHWARZ GEB. BRONNE JG. 1897 FLUCHT 1939 USA                                                                   |      | Biographie Familie Josef Schwarz  |
| Ostergasse 28 (Standort)             | 25. Juni 2025 | HIER WOHNTE UND ARBEITETE JOSEF SCHWARZ JG. 1888 FLUCHT 1939 USA                                                                 |      | Biographie Familie Josef Schwarz  |
| Ostergasse 28 (Standort)             | 25. Juni 2025 | HIER WOHNTE MARGOT GARTNER GEB. SCHWARZ JG. 1921 FLUCHT 1936 USA                                                                 |      | Biographie Familie Josef Schwarz  |
| Ostergasse 46 (Standort)             | 25. Juni 2025 | HIER WOHNTE NATHAN BÄR JG. 1873 DEPORTIERT 1942 THERESIENSTADT ERMORDET 21.6.1943                                                |      | Biographie Familie Nathan Bär     |
| Ostergasse 46 (Standort)             | 25. Juni 2025 | HIER WOHNTE APPOLONIA BÄR GEB. NACHMANN JG. 1882 DEPORTIERT 1942 THERESIENSTADT ERMORDET 31.12.1942                              |      | Biographie Familie Nathan Bär     |
| Ostergasse 46 (Standort)             | 25. Juni 2025 | HIER WOHNTE MARKUS BÄR JG. 1921 DEPORTIERT 1942 GHETTO PIASKI 1942 MAJDANEK ERMORDET 3.9.1942                                    |      | Biographie Familie Nathan Bär     |
| Bahnhofstraße 3 (Standort)           | 25. Juni 2025 | HIER WOHNTE UND ARBEITETE RICHARD VOGEL JG. 1905 ´SCHUTZHAFT´ 1938 KZ BUCHENWALD FLUCHT 1939 USA                                 |      | Biographie Familie Richard Vogel  |
| Bahnhofstraße 3 (Standort)           | 25. Juni 2025 | HIER WOHNTE HANNAH VOGEL GEB. NACHMANN JG. 1907 FLUCHT 1939 USA                                                                  |      | Biographie Familie Richard Vogel  |
| Bahnhofstraße 3 (Standort)           | 25. Juni 2025 | HIER WOHNTE ELLEN EVA GLASS GEB. VOGEL JG. 1936 FLUCHT 1939 USA                                                                  |      | Biographie Familie Richard Vogel  |
| Bahnhofstraße 3 (Standort)           | 25. Juni 2025 | HIER WOHNTE UND ARBEITETE SIEGMUND VOGEL JG. 1867 FLUCHT 1939 USA                                                                |      | Biographie Familie Richard Vogel  |
| Ober-Saulheimer-Straße 11 (Standort) | 25. Juni 2025 | HIER WOHNTE UND ARBEITETE LEOPOLD HERZOG JG. 1876 DEPORTIERT 1942 THERESIENSTADT ERMORDET 9.2.1943                               |      | Biographie Familie Leopold Herzog |
| Ober-Saulheimer-Straße 11 (Standort) | 25. Juni 2025 | HIER WOHNTE ROSALIE HERZOG GEB. BEISSINGER JG. 1875 DEPORTIERT 1942 THERESIENSTADT ERMORDET 12.2.1943                            |      | Biographie Familie Leopold Herzog |
| Ober-Saulheimer-Straße 11 (Standort) | 25. Juni 2025 | HIER WOHNTE ALBERT HERZOG JG. 1903 FLUCHT ENGLAND                                                                                |      | Biographie Familie Leopold Herzog |